# Trentepohlia (Paramongoma) tatei
Trentepohlia (Paramongoma) tatei is een tweevleugelige uit de familie steltmuggen (Limoniidae). De soort komt voor in het Australaziatisch gebied.